# Valentina Sampaio
Valentina Sampaio (Aquiraz, 10 dicembre 1996) è una modella e attrice brasiliana, nota per essere diventata la prima modella transgender di Victoria's Secret nell'agosto 2019 ed essere stata la prima modella transgender a comparire sulla copertina di Sports Illustrated Swimsuit Issue nel 2020.

## Biografia
È nata in un villaggio di pescatori ad Aquiraz, nel nord-est del Brasile, da un'insegnante e un pescatore; all'età di 8 anni gli è stata diagnosticata la disforia di genere, sebbene abbia iniziato a farsi chiamare Valentina solo dall'età di 12 anni. In un'intervista al New York Times del 2017 ha dichiarato che i suoi genitori "sono stati sempre comprensivi e orgogliosi", così come i suoi compagni di classe. Studentessa modello, la Sampaio inizialmente si è iscritta all'indirizzo di Architettura a Fortaleza, per poi abbandonarla a 16 anni per studiare moda. È stato in quel periodo che una truccatrice l'ha scoperta e l'ha fatta firmare con un'agenzia di modelle di San Paolo, capitale della moda brasiliana.
Nel novembre 2016, appena ventenne, ha sfilato per la prima volta alla settimana della moda di San Paolo. Poco dopo, L'Oréal ha realizzato un cortometraggio su di lei, in seguito al quale la società l'ha resa una delle ambasciatrici del marchio dell'azienda. Nel 2017 è stata la prima modella transgender ad apparire sulla copertina di Vogue Paris. Nello stesso anno, è apparsa anche sulle copertine di Vogue Brasil e Vogue Germany, ottenendo il medesimo primato anche in queste pubblicazioni. Altre sue apparizioni in copertina sono avvenute su Vanity Fair Italia, Elle Mexico e L'Officiel Turkiye.
Il 2 agosto 2019 ha annunciato sul suo account Instagram di essere stata assunta da Victoria's Secret, per la quale è diventata la prima modella transgender. Nel 2020 è diventata la prima modella transgender ad apparire nella rivista sportiva americana Sports Illustrated, mentre nel dicembre del 2021 è diventata Beauty Ambassador per Armani. Ha lavorato con alcuni dei più importanti marchi d'alta moda, tra cui Dolce & Gabbana, Dior, H&M, Marc Jacobs, Moschino e L'Oreal. Dal 2022 ha un contratto con l'agenzia di modelle The Lions, a New York.